# Трухановский, Владимир Григорьевич
Влади́мир Григо́рьевич Трухано́вский (15 июля 1914, деревня Ботвиновка, Могилёвская губерния — 10 марта 2000, деревня Палицы, Московская область) — советский и российский историк, писатель и дипломат. Доктор исторических наук. Академик РАН (1992).

## Биография
Родился в деревне Ботвиновка Могилёвской губернии. Окончил 6 классов сельской школы, затем ремесленное училище в Кричеве. В 1931 году переехал в Ленинград, работал слесарем-механиком на заводе «Электроприбор». В Ленинграде продолжил обучение, окончив рабочий факультет и вечернее отделение исторического факультета Педагогического института имени Покровского, а затем, в 1941 году, — Высшую дипломатическую школу НКИД СССР.
Во время Великой Отечественной войны Трухановский пошёл добровольцем на фронт, но был отозван для работы в наркомате иностранных дел. Вскоре был направлен в командировку в Иран, там до 1943 года работал в городе Керманшах генеральным консулом. После возвращения Трухановский до 1953 продолжал работать в наркомате иностранных дел, занимал должности помощника, заместителя заведующего отделом, заведующего отделом ООН. Принимал участие в Сан-Францисской и Потсдамской конференциях.
В 1947 году защитил кандидатскую диссертацию «Позиция Англии по вопросу о России на Парижской конференции 1919 года». С 1947 по 1959 год руководил кафедрой всеобщей истории МГИМО, с 1959 по 1975 — заведующий кафедрой истории международных отношений и внешней политики СССР. С 1953 года работал в Институте истории АН СССР, с 1953 по 1957 в должности старшего научного сотрудника, с 1957 по 1960 — заместителя директора.
С 1960 по 1987 годы занимал должность главного редактора журнала «Вопросы истории». Член Постоянного комитета Пагуошского движения, заместитель председателя Исполкома Всемирной Федерации Ассоциаций Содействия ООН, вице-президент Советской Ассоциации Содействия ООН, президент Общества «СССР — Новая Зеландия». Член Союза писателей СССР (1977). 26 июня 1964 года был избран членом-корреспондентом АН СССР.
Один из авторов опубликованной в январе 1966 года в «Правде» статьи «Высокая ответственность историков», направленной против применения в науке термина «период культа личности». Рядом советских учёных и представителей творческой интеллигенции выход данной статьи был воспринят как попытка «реабилитации» И. В. Сталина (см. Письмо двадцати пяти).
11 июня 1992 года был избран академиком РАН по специальности «всеобщая история». С 1992 по 2000 годы занимал должность президента Ассоциации британских исследований, а также работал в Институте всеобщей истории.
Являлся членом редакционного совета журнала «Детектив и политика». Последняя супруга — историк Н. Г. Думова (род. 1933—2021). Сыновья Григорий (род. 1953-1981) и Владимир (род. 1953) — от второго брака с Трухановской Е.И.

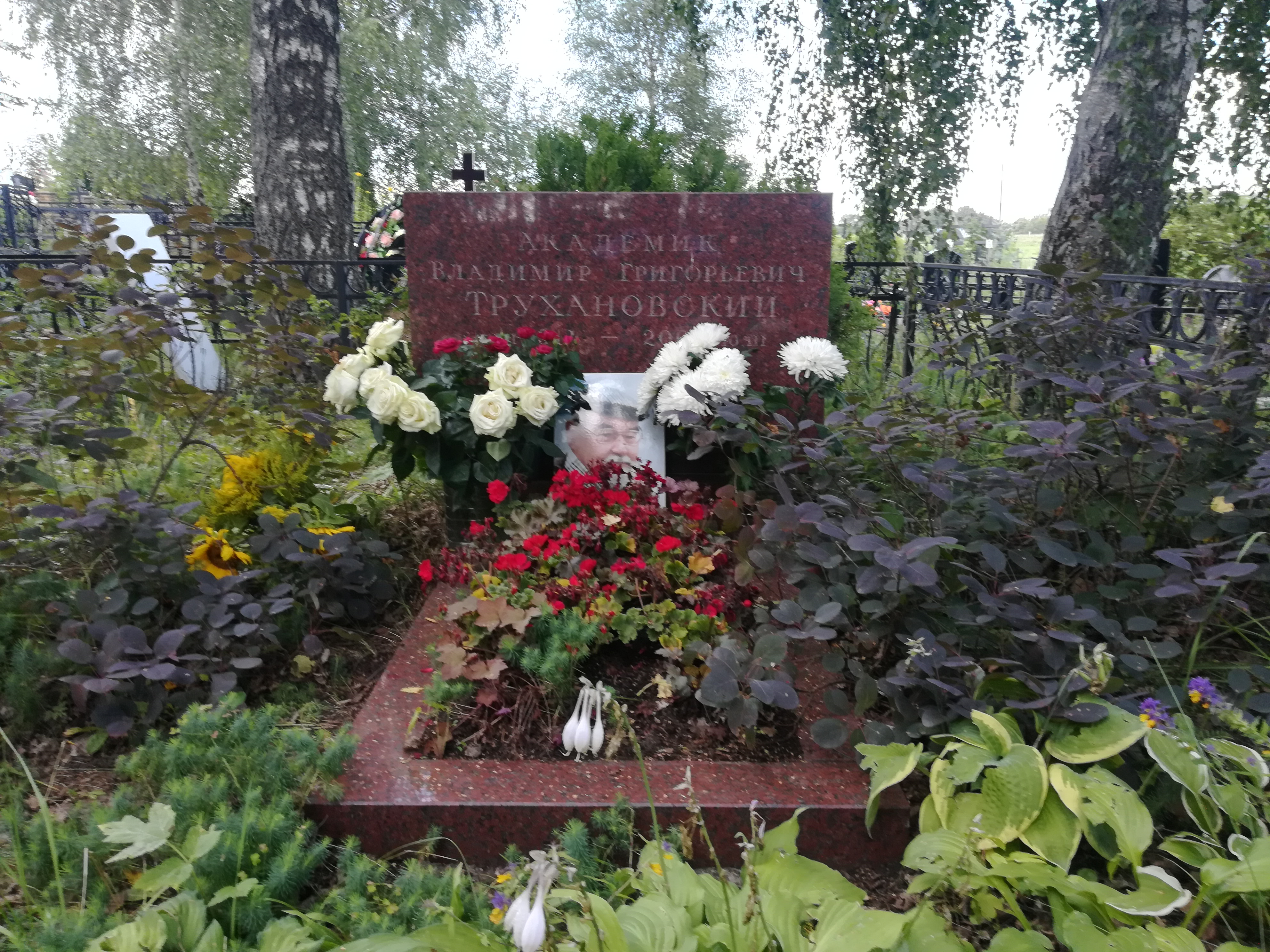
Могила В. Г. Трухановского

Умер 10 марта 2000 года в своём доме в деревне Палицы в Московской области. Похоронен на Аксиньинском кладбище (сектор 1).

## Награды и премии
- Орден Октябрьской Революции (13.07.1984)[1]
- 2 ордена Трудового Красного Знамени (05.11.1945; 22.06.1971)[1]
- Орден Дружбы народов (15.07.1974)[1]
- Благодарность Президента Российской Федерации (27 декабря 1999 года) — за большой вклад в развитие отечественной науки, многолетний добросовестный труд[6].
- Премия имени Н. И. Кареева (За монографию «Бенджамин Дизраэли, или История одной невероятной карьеры», 1995)[7]

## Основные работы
Книги
- Внешняя политика Англии после второй мировой войны. — М., 1957;
- Новейшая история Англии. — М.: Соцэкгиз, 1958. — 592 с.;
- Внешняя политика Англии на первом этапе общего кризиса капитализма (1918—1939 гг.). — М., 1962;
- Трухановский В.Г. Внешняя политика Англии в период второй мировой войны (1939-1945гг.. — М.: Наука (издательство), 1965. — 637 с. — (Вторая мировая война в исследованиях, воспоминаниях, документах).
- Уинстон Черчилль: политическая биография. — М., 1968.
  - 2-е изд. 1977
  - Уинстон Черчилль. — 3-е. — Международные отношения, 1982. — 464 с. — 100 000 экз.
  - 4-е изд. 1989
  - 5-е изд. 2003;
- Антони Иден. Страницы английской дипломатии, 30-50-е годы. — Международные отношения, 1976.
  - 2-е изд. 1983;
- Адмирал Нельсон. — Наука, 1980. — 368 с. — (Научные биографии). — 100 000 экз.;
- Судьба адмирала: триумф и трагедия. Жизнеописание Горацио Нельсона, британского флотоводца, его плаваний и битв, его любви и гибели. — М.: Молодая гвардия, 1984.
- Английское ядерное оружие (историко-политический аспект). — Международные отношения, 1985. — 228 с. — 16 000 экз.;
- Британская политика в области ядерных вооружений. — М.: Главная редакция изданий для зарубежных стран изд-ва «Наука», 1987.
- Трухановский В. Г., Шакиров Р. С. Декрет о мире: история и современность. — М.: Международные отношения, 1987. — 202 с.
- Думова Н. Г., Трухановский В. Г. Черчилль и Милюков против Советской России. — М.: Наука, 1989. — 205 с. — (История и современность);
- Бенджамин Дизраэли, или История одной невероятной карьеры. — Наука, 1993. — 368 с. — 3000 экз. — ISBN 5-02-009734-7..

Статьи
- Бенджамин Дизраели и королева Виктория // Новая и новейшая история. 1990. — № 4, 5.